# Andreas Wodraschke
Pour les articles homonymes, voir Wodraschke.
Andreas Wodraschke, né en 1969 à Munich (Allemagne, à l'époque Allemagne de l'Ouest), est un monteur de cinéma et musicien allemand.

## Biographie
Wodraschke étudie à l'Académie des arts médiatiques de Cologne. Alors qu'il est encore étudiant, il est responsable du montage et de la musique du film primé Das weisse Rauschen de Hans Weingartner, sa toute première œuvre. Il est le monteur pour les films saoudiens Wadjda (2014) et The Perfect Candidate (2019) de la réalisatrice Haifaa al-Mansour, qui plaçaient les protagonistes féminines au centre de l'intrigue.
Andreas Wodraschke est membre de l'Académie allemande du cinéma.

## Filmographie partielle

### Comme monteur

#### Au cinéma
- 2001 :  Das weisse Rauschen (Das weiße Rauschen)
- 2002 :  Elefantenherz
- 2004 : The Edukators  (Die fetten Jahre sind vorbei)
- 2004 : Les Pirates de l'Edelweiss  (Edelweißpiraten)
- 2006 :  Le Bonheur d'Emma
- 2007 :  Free Rainer
- 2007 :  Nichts geht mehr
- 2008 : Dr. Alemán (de)
- 2008 :  Der Architekt
- 2009 :  Red Gallion: La légende du Corsaire Rouge
- 2011 : Guerrière
- 2011 : Une cabane au fond des bois (Die Summe meiner einzelnen Teile)
- 2012 :  Die Libelle und das Nashorn
- 2012 :  Die feinen Unterschiede
- 2012 :  Wadjda
- 2013 :  Werden Sie Deutscher
- 2013 :  Die Erfindung der Liebe
- 2013 : Zones humides
- 2014 :  Super ego
- 2015 :  Hedi Schneider est en panne
- 2015 :  Die Abmachung
- 2015 :  Einer von uns
- 2015 : Il est de retour
- 2016 :  Conduct! Every Move Counts
- 2016 :  Volupté singulière
- 2017 :  Émois et moi
- 2018 :  La Saveur de l'amour
- 2018 : Un si beau couple
- 2019 :  The Sunlit Night
- 2019 :  Le Miracle de la mer des Sargasses
- 2019 :  The Perfect Candidate
- 2023 :  Berlin Boys (Sonne und Beton)
- 2025 :  Mit der Faust in die Welt schlagen
- 2025 : Exquis

#### À la télévision
- 2007 : Family Mix  (Türkisch für Anfänger, série télévisée, 4 épisodes)
- 2010 : Le Train de 8 h 28 (8 Uhr 28, téléfilm)

## Prix et récompenses
- 2008 : Prix de la critique de cinéma allemande : Meilleur montage pour Dr. Alemán (de)